# Megametopon
Megametopon là một chi bướm đêm thuộc họ Geometridae.